# Intef II.
Vanak Intef II., tudi Injotef II. in Antef II., je bil tretji faraon iz tebanske Enajste egipčanske dinastije, ki  je vladal skoraj petdeset let od 2112 do 2063 pr. n. št., * ni znano, † 2063 pr. n. št.
Njegova prestolnica so bile Tebe. V tem obdobju je bil Egipt razdrobljen na več lokalnih dinastij. Pokopan je v vrstni grobnici v At Tarifu pri Tebah.

## Družina
Intefova starša sta bila Mentuhotep I. in Neferu I. Njegov predhodnik Intef I. bi lahko bi njegov brat. Nasledil ga je sin Intef III.

## Vladanje
Po smrti hierankopolskega nomarha Anktifija je Intefu II. uspelo združiti vse južne nome  do Prvega Nilovega katarakta. Po združitvi se je udaril s svojimi največjimi tekmeci, kralji  Herakleopolisa Magnae, za oblast v Abidosu. Mesto je večkrat zamenjalo svojega oblastnika, dokler ni Intef II. dokončno premagal nasprotnika in razširil svojo oblast na sever do Trinajstega noma.
Po teh vojnah je bil do konca svoje vladavine bolj miroljuben. Njegov kip, odkrit v svetišču Hekaib na Elefantini, na katerem je v upodobljen v opravi za Sed festival, kaže,  da je svojo oblast do tridesetega leta vladanja razširil do Prvega Nilovega katarakta in morda na del Spodnje Nubije. Takšen vtis morda potrjuje Džemijeva odprava iz Gebeleina v deželo Vavat, se pravi v Nubijo. Intef II. je ob smrti zapustil trdno oblast v Tebah, ki je obvladovala cel Gornji Egipt in vzdrževala mejo z Nubijo malo južno od Asjuta.
Najstarejša dokazana prisotnost boga Amona v Tebah je prav iz njegova vladavine. Torinski seznam kraljev, sestavljen v Srednjem kraljestu, mu pripisuje 49 let dolgo vladavino.

## Titularij
Zgleda, da Intef II. nikoli ni uporabljal vseh pet vladarskih naslovov, značilnih za faraone Starega kraljestva. Uporabljal je naslov vladarja obeh Egiptov nesut-biti in naslov s3-Re – sin Raja, ki je poudarjal božansko naravo njegovega kraljevanja. Po prihodu na tebanski prestol je k svojemu rojstnemu dodal Horovo ime Vanak – Večnost življenja.

## Spomeniki
Na Intefovi pogrebni steli je poudarjena njegova gradnja spomenikov. Najstarejši ohranjeni fragment kraljevih gradenj v Karnaku je fragment osemkotnega stebra z imenom Intefa II. Intef II. je bil tudi prvi vladar Egipta, ki je zgradil kapeli boginje Satet in boga Hnuma na otoku Elefantina. Tradicija gradenj provincijskih templjev v Gornjem Egiptu, ki jo je začel prav on, se je ohranila do Srednjega kraljestva.

### Grobnica
Intefova grobnica v At Tarifu je vrstna grobnica z dvema vrstama stebrov in trapezastim prednjim dvoriščem, velikim 250 x 70 m, vkopanim 4 do 5 m v puščavska tla. Na vzhodnem koncu dvorišča je stala  pogrebna kapela, ki je imela enako vlogo kot dolinski tempelj ob piramidah.
Grobnico Intefa II. je raziskovala kraljeva komisija Ramzesa IX., ki je vladal proti koncu Dvajsete dinastije (1129–1111 pr. n. št.). Komisija je ugotovila, da je izropana, kot večina drugih. 
Zapis komisije, ohranjen na Abbotovem papirusu, pravi:  »Piramida-grobnica kralja Si-Rêˁ In-ˁo  (Intef II.), ki je severno od Amenhotpejeve hiše na prednjem dvorišču, na katero se je zrušila njegova piramida  [...]. Raziskana je bila danes in je nedotaknjena.« Ostankov piramide še niso odkrili.
Intef II. je po običajih svojih prednikov na vhodu v svojo grobnico postavil spominsko stelo, na kateri so našteti dosežki med njegovo skoraj petdeset let dolgo vladavino. Na steli so omenjeni njegovi psi, ki so bili postavljeni pred njegovo grobnico. Na drugi steli, postavljeni v bližini kapele,  so odkrili ime njegovega psa Behe.